# أبيجا هنت
أبيجا هنت (بالإنجليزية: Abijah Hunt)‏ هو مصرفي أمريكي، ولد في 1762 في نيوجيرسي في الولايات المتحدة، وتوفي في 1811.